# Proconopera
Proconopera är ett släkte av insekter. Proconopera ingår i familjen dvärgstritar.
Kladogram enligt Catalogue of Life:
| Proconopera | \| \| Proconopera cumingi \| \| \| \| \| \| Proconopera pullula \| \| \| \| |
|             | \| \| Proconopera cumingi \| \| \| \| \| \| Proconopera pullula \| \| \| \| |
|             | Proconopera cumingi                                                         |
|             |                                                                             |
|             | Proconopera pullula                                                         |
|             |                                                                             |